# Lista över Nairobis högsta byggnader

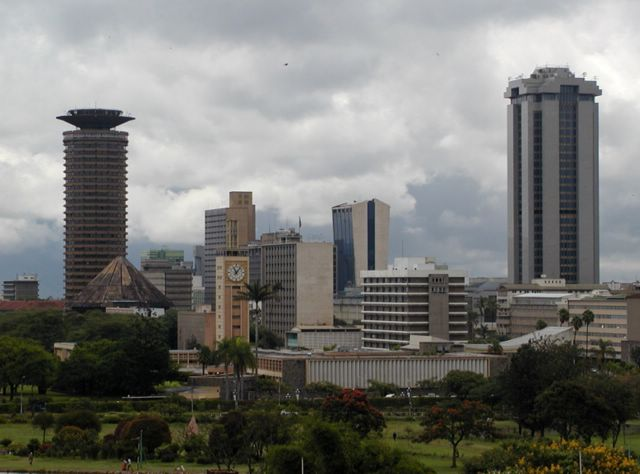
Några av Nairobis landmärken: Kenyatta International Conference Centre med sitt karaktäristiska tak till vänster och Times Tower, stadens högsta byggnad till höger i bild.

Detta är en lista över Nairobis högsta byggnader. De 17 högsta byggnaderna i Nairobi är också de högsta i Kenya (därefter kommer Bima Towers, 67,0 meter, i Mombasa), och de sex första byggnaderna på listan är också de högsta i Östafrika. Därefter placerar sig sedan 2007 Kampala Hilton Hotel i Kampala, Uganda.
Under 2015 byggs två nya skyskrapor som kommer att kvala in på toppen av listan: Hazina Trade Centre (185 m) och Britam Towers (193 m). Dessutom pågår bygget av 130 meter höga Prism Tower.
| Rank | Byggnad                                  | Takhöjd | Högsta höjd | Våningar | Byggår |
| ---- | ---------------------------------------- | ------- | ----------- | -------- | ------ |
| 1    | Times Tower                              | 140,0 m |             | 38       | 1997   |
| 2    | Teleposta Towers                         | 120,0 m |             | 29       |        |
| 3    | Kenyatta International Conference Centre | 105,0 m |             | 32       | 1974   |
| 4    | NSSF Building                            | 103,0 m |             | 28       | 1973   |
| 5    | I&M Bank Tower                           | 99,1 m  |             | 18       | 2001   |
| 6    | Government Office Conference Hall        | 98,1 m  |             | 32       | 1972   |
| 7    | Provincial Headquarters                  | 84,1 m  |             | 27       | 1982   |
| 8    | Cooperative Bank House                   | 82,9 m  |             | 25       | 1981   |
| 9    | National Bank House[Bild]                | 82,0 m  |             | 21       | 1976   |
| 10   | Posta House                              | 81,0 m  |             | 27       | 1999   |
| 11   | Nyayo House                              | 80,0 m  |             | 26       |        |
| 13   | Anniversary Towers                       | 80,0 m  |             | 22       | 1990   |
| 13   | Lonrho House                             | 80,0 m  |             | 22       | 1990   |
| 14   | Reinsurance Plaza [Bild]                 | 77,1 m  |             | 20       | 1982   |
| 15   | Hazina Towers                            | 72,0 m  |             | 24       |        |
| 16   | Uchumi House                             | 71,0 m  |             | 21       | 1972   |
| 17   | ICEA Building                            | 68,9 m  |             | 19       | 1981   |
| 18   | International House                      | 66,1 m  |             | 17       | 1971   |
| 19   | AmBank House                             | 66,0 m  |             | 22       |        |
| 20   | Hilton Nairobi                           | 61,0 m  |             | 20       | 1969   |
| 21   | View Park Towers                         | 60,0 m  |             | 20       |        |
| 22   | Fedha Towers [Bild]                      | 60,0 m  |             | 20       |        |
| 23   | Electricity House [Bild]                 | 60,0 m  |             | 18       | 1974   |
| 24   | City Hall Annex                          | 60,0 m  |             | 18       | 1980   |
| 25   | Landmark Plaza                           | 56,0 m  |             | 14       | 2006   |
| 26   | Rahimtulla Tower                         | 54,0 m  | ca 84 m     | 18       | 1999   |
| 27   | Corner House                             | 54,0 m  |             | 18       |        |
| 28   | Nairobi Hilton                           | 51,0 m  |             | 17       |        |
| 29   | Treasury Building                        | 47,9 m  |             | 15       | 1980   |
| 30   | Union Towers                             | 47,9 m  |             | 14       | 1977   |
| 31   | Hotel 680                                | 46,9 m  |             | 14       | 1972   |
| 32   | Bima House                               | 45,1 m  |             | 13       | 1973   |
| 33   | Nairobi Safari Club Hotel                | 45,0 m  |             | 15       |        |
| 34   | Barclays Plaza                           | 45,0 m  |             | 15       |        |
| 35   | Presidentkontoret                        | 43,0 m  |             | 14       | 1967   |
| 36   | Arbetsmarknadsdepartementet              | 43,0 m  |             | 14       | 1968   |
| 37   | Victoria Towers                          | 42,0 m  |             | 12       | 2000   |
| 38   | N. H. C. House                           | 39,9 m  |             | 13       | 1975   |
| 39   | Harambee House                           | 39,9 m  |             | 12       | 1962   |
| 40   | Development House, västra tornet         | 39,0 m  |             | 12       | 1972   |
| 41   | KCS House                                | 38,1 m  |             | 13       | 1975   |
| 42   | IPS Building                             | 36,0 m  |             | 12       | 1967   |
| 43   | Harambee Plaza                           | 36,0 m  |             | 12       | 1987   |
| 44   | Laico Regency Hotel                      | 30,0 m  |             | 10       | 1994   |
| 45   | Panafric Hotel                           | 27,0 m  |             | 9        | 1962   |

## Skyskrapor under konstruktion (2017)
Följande skyskrapor är under konstruktion. 
- FCB Mihrab, 25 våningar

- Prism Tower, Upper Hill, 133m, 34 våningar

- Britam Towe, Upper Hila, 2000, 31 våningar.

- Hazina Trade Center, 180m, 38-40 våningar.

- Le’Mac Westlands, 26 våningar.

- The Montage, Upper Hill, 1600, 40 våningar.

- One Africa Place Westlands, 24 våningar.

- AVIC HQs, Westlands

- 316 Upper Hill Chambers, 28 våningar, över 100m.

- Parliament Tower in CBD. 125m 26 våningar.

- Hass Towers, Upper Hill, 2-300 meter.

- 88 Nairobi Tower on Bishops Road, Upper Hill, 40 våningar.

- Kings Distinktion, Hurlingham, 20 våningar.